# Karmann
Wilhelm Karmann GmbH – niemieckie przedsiębiorstwo branży motoryzacyjnej zajmujące się produkcją nadwozi samochodowych (głównie typu kabriolet) oraz systemów zamykania dachów.
Spółka została założona w 1901 roku. W 2009 roku ogłosiła bankructwo, po czym została wykupiona przez koncern Volkswagen. Siedziba przedsiębiorstwa znajduje się w mieście Osnabrück.

## Produkowane modele samochodów
- AMC Javelin (1969–1969) – 281 sztuk – montaż i malowanie
- Audi 80 Cabrio (1997–2000) – 12112 sztuk
- Audi A4 Cabrio (2002–2009) – 187834 sztuk
- Bentley Continental GTC (2006–2010) – dach
- BMW 2000 C/CS (1965–1970) – 13696 sztuk
- BMW 3.0 CS (1971–1975) – 21147 sztuk
- BMW 635 CSI (1976–1989) – 86314 sztuk
- BMW serii 1 Cabriolet (2008–2010) – dach
- BMW serii 6 Cabriolet (2010–2010) – dach
- Chrysler Crossfire Coupé (2003–2007) – 45506 sztuk
- Chrysler Crossfire Cabrio (2003–2007) – 30539 sztuk
- Ford Escort RS Cosworth (1992–1996) – 8082 sztuk
- Ford Escort FEC Cabrio (1983–1990) – 104237 sztuk
- Ford Escort Cabrio (1990–1997) – 80620 sztuk
- Kia Sportage (1995–1998) – 25984 sztuk
- Land Rover Defender (2002–2005) – 2777 sztuk (wersja na Brazylię)
- Mercedes-Benz CLK Cabrio (A208) (1998–2003) – 115264 sztuk
- Mercedes-Benz CLK Coupé (C208) (2000–2002) – 28706 sztuk
- Mercedes-Benz CLK Cabrio (A209) (2003–2009) – 110312 sztuk
- Mercedes-Benz CLK Cabrio (A207) (2009–2010) – dach
- Merkur XR4Ti (1985-1989)
- Mini Cabriolet (2008–2010) – dach
- Opel Diplomat A Coupe (1967–1968) – 347 sztuk
- Porsche 914 (1969–1976) 118949 sztuk
- Porsche 968 (1991–1994) 11803 sztuk
- Renault 19 Cabrio (1990–1996) – 29222 sztuk
- Renault Mégane I Cabrio (1996–2003) – 74096 sztuk
- Renault Mégane II CC Cabrio (2004–2009)
- Renault Mégane III CC Cabrio (2010) – dach
- Triumph TR6 (1969–1976)
- VW Karmann-Ghia Typ 14 (1955–1974) – 362601 sztuk
- VW Karmann-Ghia Typ 14 Cabriolet (1957–1974) – 80881 sztuk
- VW Karmann-Ghia Typ 34 (1961–1969) – 42505 sztuk
- Volkswagen Corrado (1988–1995) – 97521 sztuk
- Volkswagen Golf MK1 Cabrio (1979–1993) – 388522 sztuk
- Volkswagen Golf MK3 Cabrio (1993–1998) – 129475 sztuk
- Volkswagen Golf MK3.5 Cabrio (1998–2001) – 82588 sztuk
- Volkswagen Golf MK3 Variant (1997–1999) – 80928 sztuk
- Volkswagen Garbus Cabrio (1949–1980) – 331847 sztuk
- Volkswagen Scirocco I (1974–1980) – 504153 sztuk
- Volkswagen Scirocco II (1980–1992) – 291497 sztuk